# Walthère Victor Spring
Walthère Victor Spring (født 6. marts 1848 i Liège, død 17. juli 1911 sammesteds) var en belgisk kemiker.
Spring blev 1876 professor ved universitetet i Liège. Bekendt er hans undersøgelser af, hvorledes stærkt sammenpressede metalpulvere omdannes til kompakte metaller og legeringer. Forbindelser af arsenik og svovl med metaller blev ligeledes fremstillet af pulvere blot ved at underkaste dem højt tryk.
Spring beskæftigede sig også med andre fysisk-kemiske problemer, for eksempel med fældningen af kolloidale svovlopløsninger. Hans talrige afhandlinger er samlede i Œuvres complètes de Spring, udgivet i to bind, 1914 og 1923, af Chavanne, Crismer og Wanters; heri findes også en biografi.